# Helios Klinik Köthen
Die Helios Klinik Köthen ist ein Krankenhaus der Basisversorgung in Köthen (Anhalt). Das Klinikum gehört zur Helios Gruppe. Geschäftsführer sind Matthias Hirsekorn und Tobias Spotka, ärztlicher Direktor Peter Trommler.

## Geschichte
Stationäre Krankenpflege wurde in Köthen ab 1538 in dem südlich vor dem Hallischen Tor gelegenen Hospital St. Jakob betrieben. 1855 gründete der Heilpraktiker Arthur Lutze in Köthen ein erstes, auf Homöopathie spezialisiertes Krankenhaus, das bis 1914 an der Springpforte nordöstlich des Schlosses bestand.
Im Jahr 1859 begann der Neubau eines Krankenhauses südlich der Altstadt, das am 4. Juli 1861 eingeweiht wurde. Spätestens seit 1867 ein Kreiskrankenhaus, wurde das Klinikum 1970 mit allen anderen medizinischen Einrichtungen im Kreis Köthen zu einer Kreispoliklinik zusammengefasst.
Ab 1990 erfolgten mehrere Um- und Neubauten. Seit 2014 gehört das Krankenhaus Köthen zur Helios-Gruppe.

## Krankenversorgung
Die Helios Klinik Köthen umfasst 17 Fachbereiche. Sie hält 264 Betten zur stationären Versorgung bereit. Im Klinikum werden jährlich etwa 11.000 Patienten stationär und weitere 13.000 Patienten ambulant versorgt.
Zur Helios Klinik Köthen gehört ein Medizinisches Versorgungszentrum mit Standorten in Köthen, Bernburg, Dessau-Roßlau und Zerbst.

## Forschung
Die Helios Klinik Köthen gehört zu den Akademischen Lehrkrankenhäusern der Martin-Luther-Universität Halle-Wittenberg.